# Parangitia chlorosticta
Parangitia chlorosticta là một loài bướm đêm trong họ Noctuidae.